# Palau de Buckingham
El Palau de Buckingham és una de les residències oficials del rei Carles III del Regne Unit a Londres. A més a més, és el principal espai on es desenvolupen les activitats oficials de la Família reial britànica entre les quals destaquen les obligacions d'estat. El Palau s'ha convertit en una de les principals atraccions turístiques de la capital britànica. Les Cambres d'Estats són el nucli principal de la zona oficial i de treball del Palau. Emprades habitualment pel Rei i altres membres de la Família reial s'utilitzen com a despatxos i cambres de recepcions. A més a més de ser la residència de setmana del rei Carles III i la reina consort, Camila, el palau és el lloc de treball de 450 persones. Cada any prop de 50 000 persones són rebudes en recepcions, audiències i banquets. El pati és utilitzat en el moment del relleu de la guàrdia, una cerimònia que s'ha convertit en una atracció turística (cada dia a l'estiu, cada dos dies a l'hivern).
Originalment conegut com a Buckingham House, l'emplaçament de l'actual Palau era ocupat per dependències municipals construïdes pel duc de Buckingham l'any 1703 i adquirides pel rei Jordi III del Regne Unit l'any 1762. Al llarg dels setanta-cinc anys posteriors a la compra per part del monarca anglès es procedí a una intensa activitat de reforma i sobretot d'engrandiment de l'edifici primitiu. Les obres foren dirigides pels arquitectes John Nash i Edward Blore. No fou fins a l'any 1837 que esdevingué la principal residència del sobirà anglès a Londres, essent la reina Victòria I del Regne Unit la primera sobirana a establir-s'hi definitivament. Al llarg del segle xix i del segle XX es conclogueren un seguit de construccions extres al voltant del Palau, tals com el The Mall, el Marble Arch o el Memorial Victòria. La façana principal del Palau fou reformada l'any 1913 essent l'actual imatge palatina.
La decoració interior és de l'època del regnat dels Hannover, segle xviii i inici del segle xix. Posteriorment, en el regnat del rei Eduard VII del Regne Unit es redecoraren algunes sales en estil belle-epoque. Els jardins del Palau són els jardins privats més grans de Londres i foren dissenyats per William Townsend Ailton. El llac artificial fou creat l'any 1828 essent proveït per l'aigua dels llacs de Hyde Park.

## Història

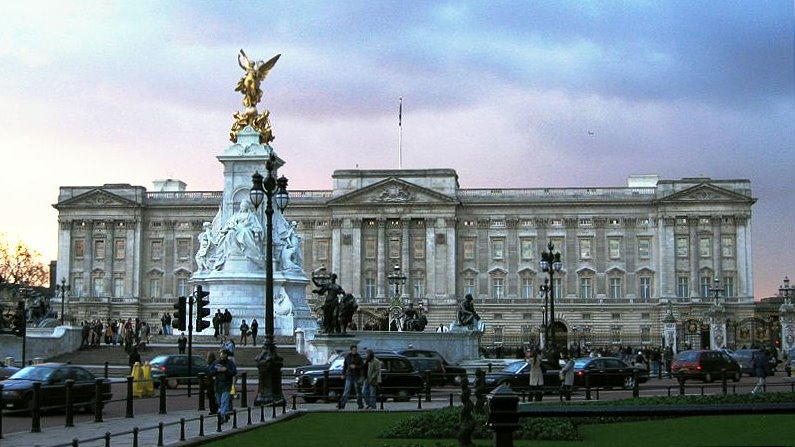
El Palau de Buckingham i el Memorial de la reina Victòria

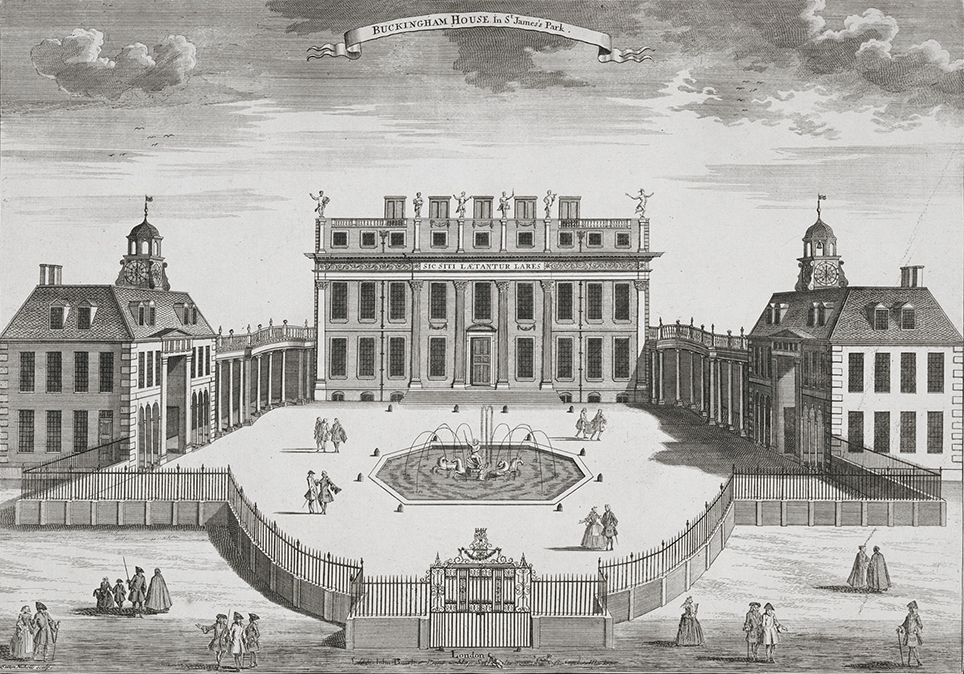
Buckingham c. 1710, tal com el va dissenyar William Winde per al primer duc de Buckingham.

La primera edificació construïda en el lloc on ara es troba el palau va ser la casa Goring, construïda en 1633 per Lord Goring. No obstant això, la casa que constitueix el nucli original del palau va ser construïda pel Duc de Buckingham en 1703. Aquesta casa va ser dissenyada per l'arquitecte William Wind, construint un gran bloc central de tres pisos i dos edificis annexos més petits.
La casa va ser venuda pel seu fill al rei Jordi III del Regne Unit el 1762. Es va pensar utilitzar l'edifici com a residència privada per a la família real, particularment per a la Reina Carlota. Mentrestant, el Palau de Saint James se seguiria fent servir com a residència oficial i cerimonial del rei. De fet, els ambaixadors actuals s'acrediten davant la "cort de St James», encara que sigui en Buckingham on presenten les seves credencials a la reina.

### De casa a palau

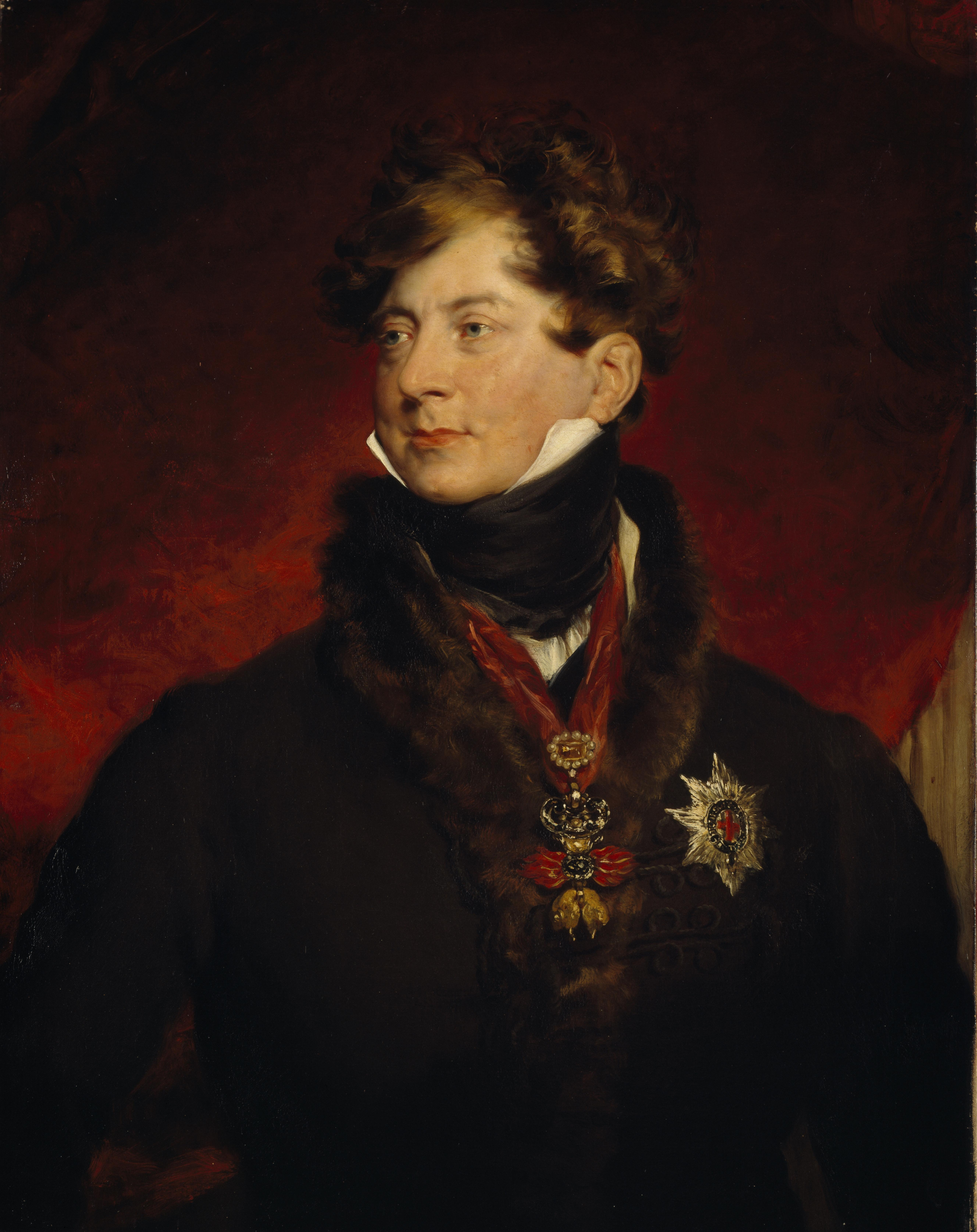
Jordi IV

La reina Carlota va morir el 1818 i dos anys més tard ho faria el seu marit Jordi III. L'hereu, Jordi IV va decidir ampliar Buckingham per dedicar juntament amb St. James als actes d'estat, però el 1826 va decidir convertir Buckingham en un palau reial. Va encarregar a John Nash la construcció del seu projecte. El nou edifici es va construir en pedra utilitzant un estil neoclàssic francès. Es van crear dues ales més, deixant un pati interior obert. Aquesta és l'estructura que es manté fins a l'actualitat excepte la façana est, que tanca el pati que és de més recent creació.En aquest lloc es trobava un impressionant arc de triomf inspirat en l'Arc de Constantí de Roma, el cost va ser de 34.450 Lliures esterlines. Jordi IV volia coronar amb una estàtua eqüestre seva. No obstant això el monarca va morir abans i el Parlament va decidir instal·lar a la plaça Trafalgar.

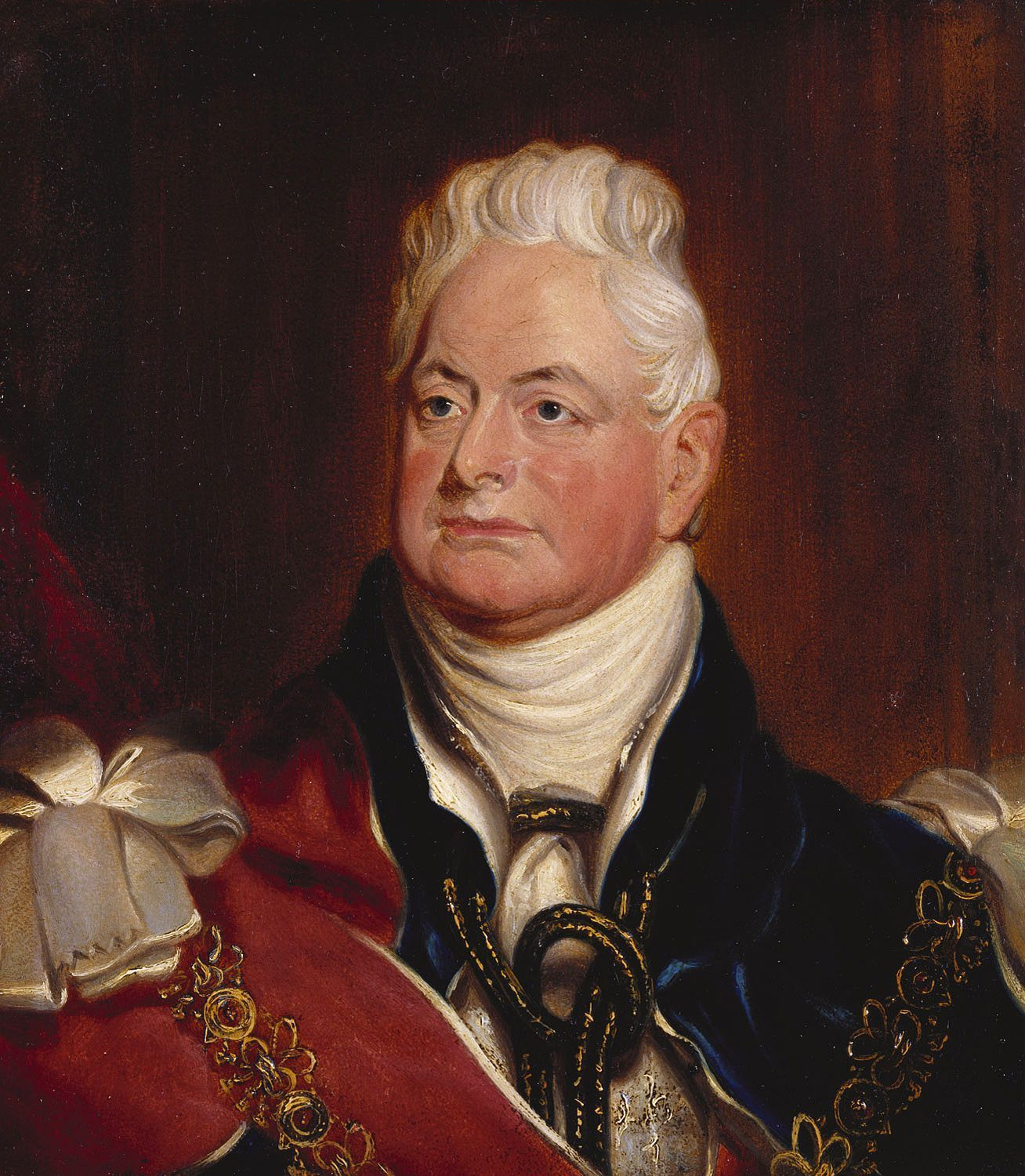
Guillerm IV.

Es volia també que els interiors del palau fossin d'una bellesa incomparable. Jordi IV havia encarregat el disseny interior a Charles Long, que basava les seves obres en l'escaiola i les incrustacions de lapislàtzuli. La mort de Jordi IV el 1830 va produir que no es completés la decoració dels interiors fins al regnat de Guillem IV, un home de gustos simples.
En els anys previs a la mort deJordi IV, el cost de l'encara no finalitzat palau estava causant queixes en el parlament i en la premsa. Guillem IV del Regne Unit va triar a Edward Blore com a cap d'obra, que va portar a terme un model similar al projectat per Nash però amb un cost menor. El cost total de la remodelació del palau va ascendir a 719.000 lliures.
Encara que els reis celebressin actes i recepcions en els salons d'Estat del palau, mai van residir en ell, ja que preferien Clarence House. És remarcable el gest del rei quan es va cremar el Palau de Westminster oferint Buckingham al poble, per a usar-lo com a seu del parlament. Aquesta oferta va ser rebutjada i es va tornar a reconstruir Westminster.
La majoria dels salons de recepció van ser moblats en aquesta època i encara es mantenen en l'actualitat. Utilitzen l'estil xinès amb mobles del pavelló reial de Brighton i de Carlton house.

### La reina Victòria

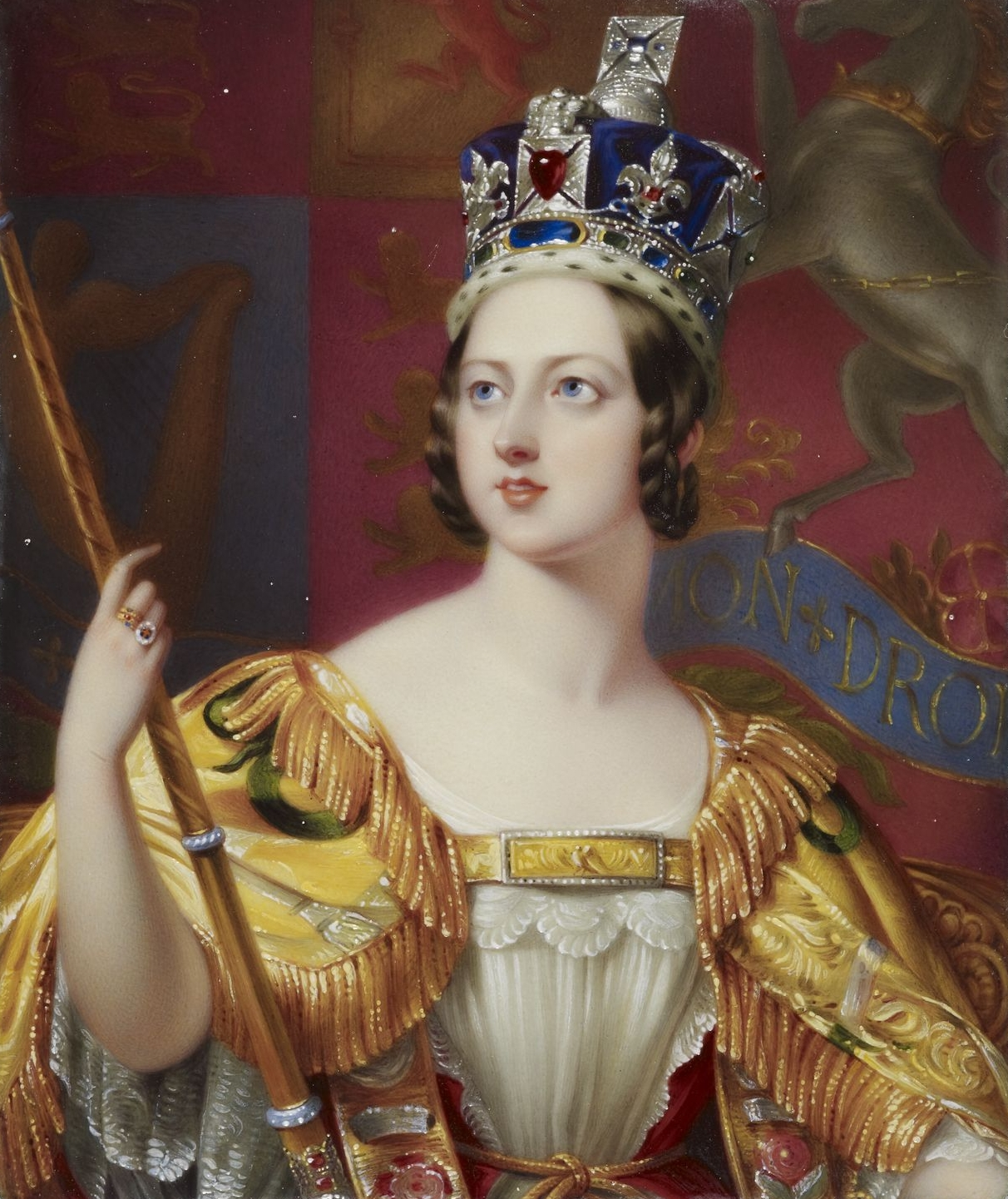
Reina Victòria

Amb l'arribada de la reina Victòria al tron el 1837, el Palau de Buckingham va passar a convertir-se en residència reial. Mentre que els salons d'estat es caracteritzaven per la infinitat de colors, les necessitats del nou palau passaven per ser menys luxoses. Se sap que les xemeneies expulsaven tant fum que van haver de deixar d'encendre, donant-li al palau una gèlida magnificència. La ventilació era tan dolenta que l'interior desprenia mala olor, i quan es va decidir instal·lar llums de gas, hi va haver una seriosa preocupació sobre els possibles fuites de gas a les plantes inferiors. També es criticava la deixadesa dels treballadors i la brutícia que regnava en el palau. Quan la reina va contreure matrimoni amb el príncep Albert de Saxònia-Coburg-Gotha, aquest va passar a ocupar-se dels assumptes interns del palau i dels empleats. Es van solucionar tots els problemes i els constructors van poder finalment abandonar el palau en 1840.
La gran ala est del palau (actualment la façana principal del mateix) va ser construït després del matrimoni de la reina Victòria. El 1847, la parella va trobar el palau massa petit per a la vida i la seva creixent família. Així que es va decidir tancar el pati per convertir-lo en un pati interior. En aquesta ala es troba el balcó des del qual la família reial saluda els seus súbdits.
Des d'abans de la mort del Príncep Albert, es coneixia la passió de la Reina Victòria per la música i el ball i els grans músics de l'època eren portats a palau per interpretar les seves obres. Mendelssohn va actuar en tres ocasions, Johann Strauss I i la seva orquestra van actuar al palau quan es va estrenar l'obra del compositor, «polka d'Alicia", en honor de la princesa Alícia. Durant aquesta època el palau de Buckingham era l'escenari d'imponents balls, de cerimònies reals rutinàries, d'investidures i de presentacions.
La Reina Victòria va decidir traslladar l'Arc Marble, l'antiga entrada al palau, a la seva localització actual, a prop Speakers 'Corner, al Hyde Park. Després de la mort del seu marit, la Reina Victòria abandonà Buckingham i es va traslladar als castells de Windsor. L'activitat de la cort va seguir duent a terme en el Castell de Windsor, i Buckingham va quedar relegat a l'ombra de la Reina vestida en un rigorós dol.

### El segle XX

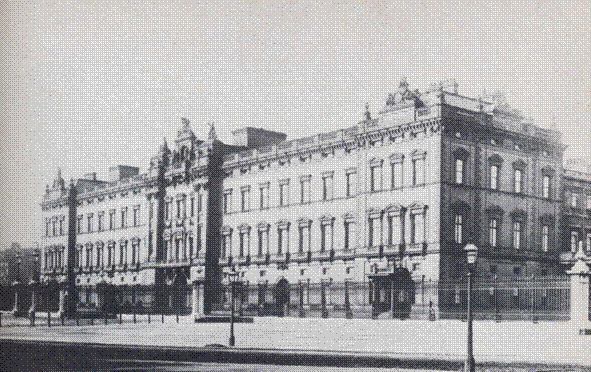
La façana est va ser completada en 1850. Aquí es mostra l'aspecte en 1910, abans de la remodelació de 1913.

El 1901 va arribar al tron el rei Eduard VII i va omplir de vida al palau. El nou rei i la seva dona, la reina Alexandra, eren l'exponent de la classe alta britànica, i el seu grup d'amics, coneguts com el grup de Marlborough House, era considerat la gent més eminent de l'època. Els salons del palau, especialment la sala de ball, la Sala del tron i els vestíbuls i galeries van ser reformats en un estil belle époque de tons daurats. Aquesta decoració es manté avui dia. De nou, el palau es va convertir en el centre de l'Imperi Britànic. Molta gent opina que la decoració que va implantar aquest monarca no concorda amb el disseny original del palau.
L'última gran reforma de l'edifici va tenir lloc sota el regnat de Jordi V del Regne Unit, quan el 1913 Aston Webb va redissenyar la façana est perquè fos el teló de fons del monument a Victòria, una gran estàtua en memòria de la Reina Victòria. Jordi V, que va succeir a Eduard VII el 1910, tenia una personalitat més seriosa que el seu pare, cosa que va quedar reflectida en la vida del palau. Es va posar un gran èmfasi en les cerimònies oficials i els deures reals, i es van oblidar, en part, els moments d'oci. La muller de Jordi V, la Reina Maria, era una estudiosa de les arts i va dedicar el seu interès en la col·lecció de mobles i obres d'art. La reina també va manar a afegir noves xemeneies de marbre.
També va ser ella la responsable de la decoració del Saló Blau. Aquest saló, de 21 metres de llarg és considerat pels experts com el més bonic de tots els que componen el palau. El 1999 el palau comptava amb 19 salons d'Estat, 52 dormitoris principals, 188 habitacions d'empleats, 92 oficines i 78 banys. Encara que sembli gran, és petit en comparació amb el palau del Tsar a Sant Petersburg, el Palau Episcopal de Roma o el Palau Reial de Madrid, i minúscul en comparació amb la Ciutat Prohibida i el Potala. La mida es pot observar millor des de dins, observant el pati intern. El 1938 es va dur a terme una petita reforma que va convertir el pavelló nord-oest dissenyat per Nash en una piscina.

### Guerres mundials
Durant la Primera Guerra Mundial, el Palau, en aquells dies residència del rei Jordi V del Regne Unit i la reina Maria, no va ser bombardejat. Els objectes de major valor de la Royal Collection van ser evacuats a Windsor, però la família reial es va quedar a Londres. El canvi més gran de la vida a palau durant la guerra va ser la persuasió que va fer el govern sobre el rei perquè tanqués el celler i s'abstingués de beure alcohol per tal de donar bon exemple a les classes baixes, que es jutjaven com a massa proclius a l'alcoholisme. Les classes baixes van seguir bevent i el rei va haver de mantenir la seva abstinència. Eduard VIII va explicar més tard a un biògraf que el seu pare prenia un got de vi de Porto cada matí, mentre que la reina banyava la seva macedònia de fruita en xampany. Els fills dels reis van ser fotografiats en l'època servint te als oficials encarregats de la seguretat del palau.
Durant la Segona Guerra Mundial el palau va patir danys. Va ser bombardejat en més de set ocasions, ja que els nazis pensaven que demolir el palau desmoralitzaria la nació. Una bomba va caure al pati interior mentre els reis Jordi VI del Regne Unit i Isabel hi eren, però encara que hi va haver danys materials no hi va haver danys personals. No obstant això, estava expressament prohibit relatar aquests fets en públic. El bombardeig més seriós va ser el que va destrossar la capella reial el 1940. La cobertura del bombardeig es va mostrar en totes les sales de cinema del país per mostrar el patiment comú de rics i pobres. El rei i la reina van ser filmats mentre inspeccionaven les destrosses causades per les bombes al palau. En aquest moment, la reina va pronunciar una de les seves frases més cèlebres: «estic contenta que hagin bombardejat la nostra casa, ara puc mirar a la gent de l'East End als ulls». S'ha relatat que en algunes visites reals a llocs bombardejats, el poble rebia a la família reial amb esbroncades i no amb signes d'alegria. No obstant això, s'ha remarcat que les esbroncades anaven dirigides al ministre que acompanyava els monarques. Això va quedar reflectit en el diari The Sunday Graphic:
| « | El rei i la reina han patit les mateixes penúries que els seus súbdits. Per segona vegada, un bombardeig alemany ha intentat portar a la casa dels seus majestats la mort i la destrucció. Al final de la guerra, el perill comú al qual han estat exposats els reis i el poble serà recordat i convertit en una font d'inspiració al llarg dels anys. | » |

El 15 de setembre de 1940, un pilot de la Royal Air Force, Ray Holmes, va interceptar un bombarder alemany intentant bombardejar el palau. Com que s'havia quedat sense munició, va decidir fer topar el seu avió amb l'altre. Els pilots van sobreviure. L'incident va ser gravat i les restes de l'avió s'exhibeixen al museu imperial de guerra de Londres.
Eleanor Roosevelt va visitar Anglaterra durant la Segona Guerra Mundial. La premsa de l'època, ansiosa per mostrar les penúries dels monarques, va publicar que els objectes de valor havien estat traslladats al camp per evitar destrosses. En aquest cas, atès el rang de l'esposa del president dels Estats Units, es va dir que se li va oferir l'única habitació confortable que quedava, el dormitori personal de la reina Isabel. No obstant això, és possible que aquesta història sigui inventada, ja que ara se sap que durant la Segona Guerra Mundial la família reial va passar moltes nits al Palau de Windsor. És estrany que haguessin deixat a la senyora Roosevelt en un palau buit per fer front sola a una nit de bombardejos.
El 8 de maig de 1945 el Palau va ser el centre de les celebracions britàniques, amb el rei, la reina i les princeses Isabel (futura reina) i Margarita saludant des del balcó, amb finestres destrossades a l'esquena.

## Interior

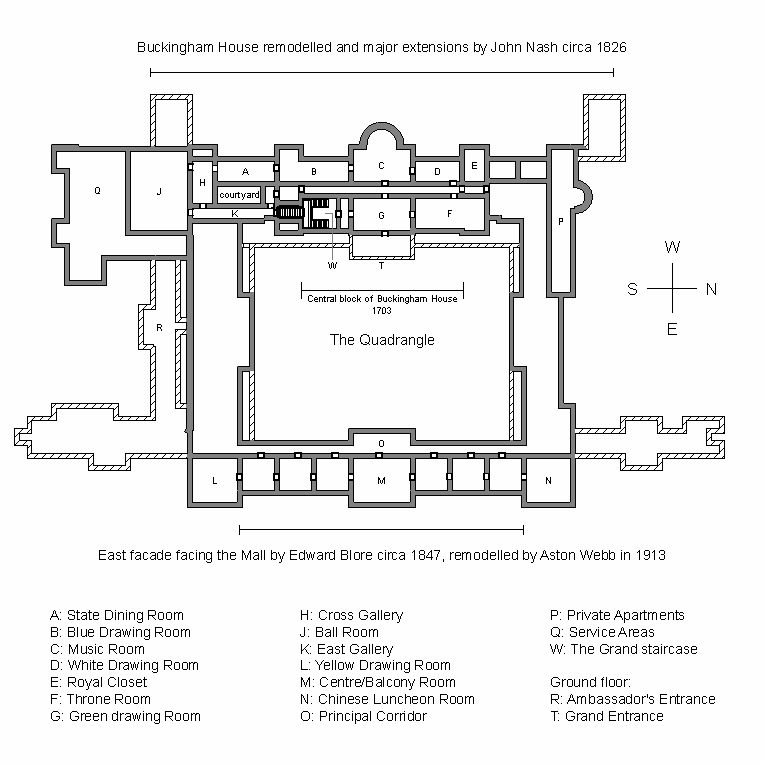
Zona noble de Buckingham. A: Menjador de Gala, B: Saló Blau, C: Sala de música; D: Saló blanc; E: Closet, F: Saló del Tron, G: Saló verd; H: Galeria, J: Saló de Ball, K: Galeria est; L: Saló Groc, M: Saló central / Balcó; N: Menjador xinès; O: passadís principal, P: apartaments privats, Q: àrea de servei; W: gran escala. Al primer pis: R: Entrada d'ambaixadors, T: Gran Entrada. Nota: Això és un esbós sense escala, la funció és simplement de referència. Les proporcions d'algunes sales poden ser diferent de la mida real.

Els principals salons del palau es troben a la zona noble, darrere de la façana est. El primer que apareix és el Saló de Música, el gran arc domina la façana. Flanquejant-lo hi ha els salons blau i blanc. Al centre, servint com un passadís que uneix els salons d'Estat es troba la Galeria d'Art, on pengen obres de Rembrandt, Anton van Dyck, Rubens i Vermeer. El saló del tro i la sala verda també donen cap a la galeria. El saló verd serveix d'avantsala al saló del tron sent part de la ruta cerimonial cap al saló de tron des del saló de la guàrdia, a la part alta de la gran escala. El saló de la guàrdia conté una gran estàtua de marbre del príncep Albert amb uniforme romà. Aquests salons són usats únicament en cerimònies d'estat i oficials.

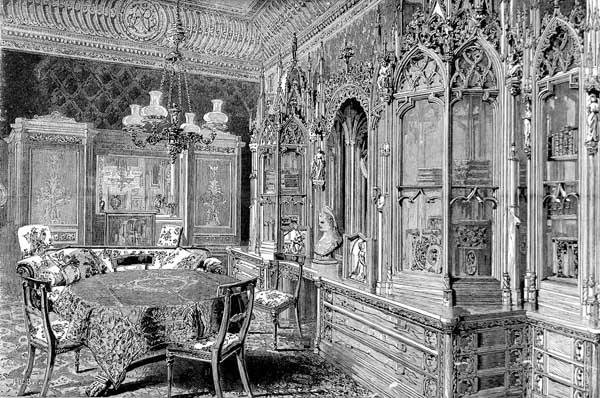
Saló de Música

Just a sota de la zona d'estat es troben unes sales conegudes com a semiestatals. S'obren al hall de marbre i s'usen en actes menys formals com ara les audiències privades. Alguns van ser nomenats i decorats per a visites particulars com el «Saló 1844», creat l'any de la visita del Nicolau I de Rússia. Al centre d'aquesta suite es troba la Sala de l'Arc, a través del qual passen cada any milers de ciutadans per les festes que dona la reina als jardins de palau. La reina utilitza una sèrie de sales privades en l'ala nord.
Entre 1847 i 1850, quan Blore estava construint l'ala est, el Royal Pavilion de Brighton era la seva referència, de manera que molts dels salons d'aquesta nova ala estan decorats en un estil oriental. El menjador vermell i blau xinès està decorat amb mobles del saló de banquets de Brighton i de la sala de música, però té una llar de foc, també de Brighton amb un disseny indi en comptes de xinès. El saló Groc té un mural del segle xviii que va ser substituït en 1817 pel saló de Brighton i la xemeneia d'aquest quart és una visió europea de com seria el seu equivalent a la Xina. Al centre d'aquesta ala es troba el famós balcó amb les portes de vidre del saló central per darrere. Aquesta sala està feta en un estil xinès seguint el gust de la Reina Maria a finals dels anys 20. Travessant la zona noble de l'ala est es troba una galeria immensa, coneguda modestament com el passadís principal. Té portes i parets de mirall reflectint pagodes de porcellana i altres elements decoratius orientals. El menjador xinès i la sala groga es troben al final del passadís i la sala central es troba, òbviament al centre.
Les visites de caps d'Estat, avui en dia s'allotgen en una suite coneguda com a suite belga, que es troba al primer pis de l'ala nord. Aquestes cambres van ser decorats per l'oncle del príncep Albert, Leopold I de Bèlgica. El rei Eduard VIII va viure en aquestes dependències durant el seu curt regnat.

## Cerimònies

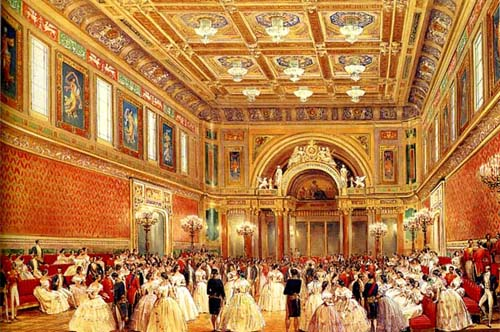
El saló del ball és el més gran de Buckingham. El va construir la Reina Victòria i actualment es fa servir per a cerimònies i sopars de gala. el quadre data de 1856. El color policromat de l'escena va ser reemplaçat per una decoració en tons blancs amb tints daurats i vermells.

Durant el regnat actual, les cerimònies de la cort han experimentat un canvi radical i l'entrada al palau no està reservada simplement a la classe alta. S'han abolit els vestits formals de la cort. En altres regnats, els homes que no portessin uniforme militar havien de posar-se un vestit especial del segle xviii. A la nit, les dones havien de portar vestits amb cua i tiares al cap. Aquesta rigidesa de vestuari es va mantenir fins a la Primera Guerra Mundial, quan la Reina Maria va decidir seguir la moda escurçant la seva faldilla. Prèviament, havia demanat a una dama de tall que tallés la faldilla per veure la reacció del seu marit. El rei Jordi V del Regne Unit es va horroritzar i la faldilla de la reina es va mantenir fora de la moda.
El 1924, el primer ministre laborista Ramsay MacDonald va ser el primer home rebut per un monarca dins del palau portant un vestit, però, era una concessió especial. Els vestits de nits es van mantenir obligatoris fins a la Segona Guerra Mundial.
Actualment, la majoria d'homes convidats a Buckingham porten vestit jaqueta pel dia i la nit, depenent de l'ocasió porten corbata negra o blanca. Si l'ocasió és de corbata blanca, les dones, si la posseeixen, s'han de posar tiara encara que no hi hagi un codi de vestimenta establert.
Un dels majors canvis es va produir el 1958 quan la reina va abolir les presentacions en societat. En aquestes presentacions en societat es presentava a les joves aristòcrates a la monarca. Tenia lloc al Saló del Tron. Les senyoretes entraven i feien una reverència, després es desplaçaven cap enrere realitzant una coreografia amb les cues del seu vestit (que tenia una longitud determinada) i es tornaven a reverenciar davant la reina. La princesa Margarita va arribar a dir: 
«vam haver de posar-hi fi, totes les meuques de Londres estaven participant-hi».
La cerimònia era molt pomposa i la reina va decidir eliminar-la per considerar-la elitista i pròpia de l'antiguitat. Van ser substituïdes per festes de jardins, més freqüents i les que pot anar un major espectre de la societat britànica. El saló del tron s'utilitza actualment per a visites especials a la reina com recentment en la seva jubileu. És en aquest saló on es prenen les fotografies de les noces reials.
Les investidures, en què s'inclouen els nomenaments de cavallers, amb la tradicional imposició de l'espasa se celebren al Saló de Ball victorià, construït el 1854. Amb unes dimensions de 37 per 20 metres, és la sala més gran del palau. Ha reemplaçat al saló del tron en importància i ús. Durant les investidures, la reina no s'asseu en el tron, s'està dreta davant de la tarima, sota un gran pavelló de vellut denominat shamiana o baldachin dissenyat per Edward Lutyens a partir del que va servir en la coronació de Jordi V del Regne Unit com a emperador en el Durbar de Delhi el 1911. Una banda militar toca a la galeria dels músics mentre els que reben les condecoracions s'acosten a la reina i reben els seus honors, i vists pels seus familiars i amics. Els Beatles van ser els primers artistes no consagrats a rebre honors.

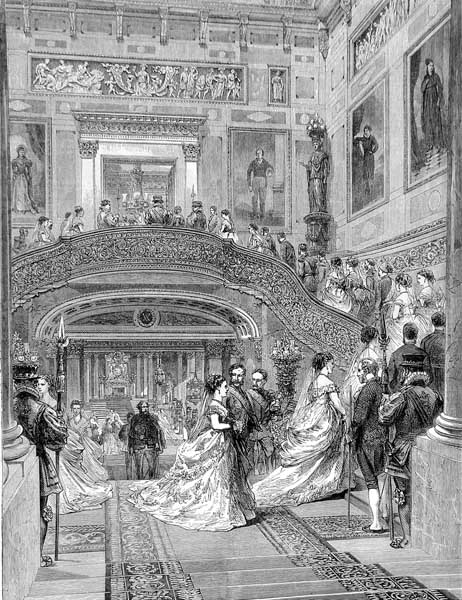
Dibuix de 1870 mostrant a convidats pujant per la gran escalinata.

Els banquets de gala també tenen lloc a la sala de Balls. Aquests sopars tenen lloc a la primera nit d'estada dels caps d'estat visitants. En aquestes ocasions, van més de 150 convidats amb corbata blanca i les dones amb tiares. El sopar se serveix en vaixella d'or. La major i més formal recepció que té lloc al palau de Buckingham és al novembre, quan la reina rep el cos diplomàtic resident a Londres. En aquesta ocasió s'utilitzen tots els salons d'estat, ja que la família reial els travessa tots iniciant una processó a través de les grans portes nord de la galeria de pintura. Tal com havia planejat Nash, les portes amb miralls es mantenen obertes reflectint la llum de les llums de cristall donant una sensació de llum i d'espai.
Altres cerimònies més petites tenen lloc al Saló 1844. Allà s'hi celebren dinars i, de vegades, trobades. Altres dinars més grans tenen lloc a la sala voltat de la música, o al menjador d'estat. En totes les ocasions formals dels empleats vesteixen una vestimenta especial.
Des del bombardeig de la capella en la Segona Guerra Mundial, les celebracions litúrgiques familiars tenen lloc a la sala de música. Els tres primers fills de la reina van ser batejats allà, en una font daurada especial. El príncep Guillem va ser batejat en el mateix saló però el seu germà a la capella de Sant Jordi de Windsor.
Les majors cerimònies de l'any són les festes de jardí, on arriben a congregar 9.000 persones prenent te i entrepans. Un cop arribats els convidats, sona l'himne nacional i surt la reina des del saló de l'arc. Va passant a través dels convidats saludant a uns convidats prèviament seleccionats i convidant-los a una zona especial per a prendre te. Si els convidats no tenen la sort de tenir una trobada amb la reina, si més no tenen la satisfacció d'admirar els jardins.

## Seguretat

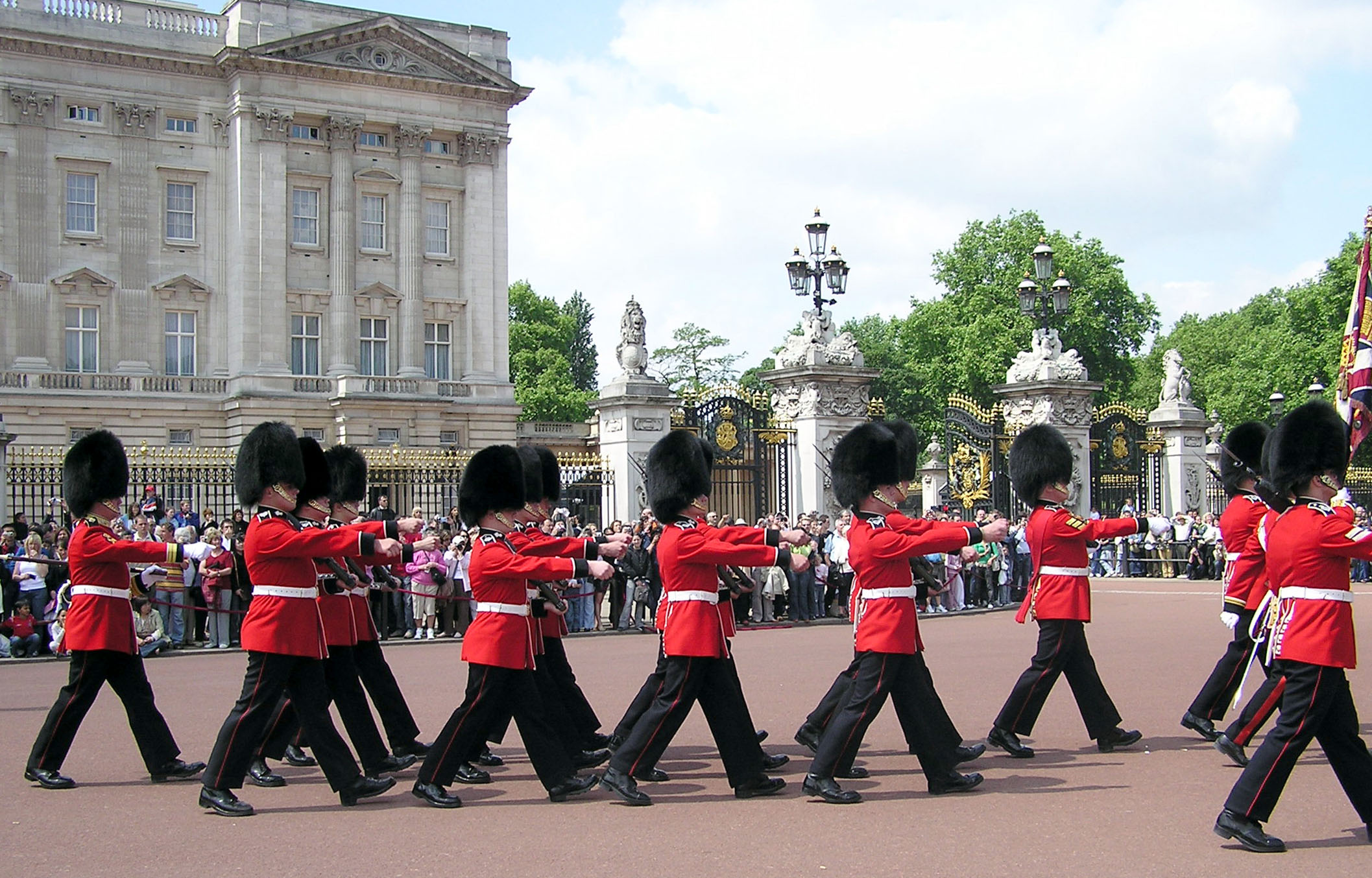
Canvi de guàrdia.

La seguretat en el palau és molt alta, però destaquen els importants errors que ha tingut. Com a mesura de seguretat no hi ha cap pla modern detallat de la distribució del palau. La guàrdia reial que se situa a la part frontal del palau actua normalment en cerimònies. Tanmateix, la seva funció principal és la seguretat. En el palau també hi ha una comissaria de policia i els membres de la família reial tenen guardaespatlles propis. Altres mesures de seguretat no han estat revelades. En el radi de 1.2 quilòmetres hi ha tres casernes.
En la Segona Guerra Mundial es va col·locar una alarma antibombardeigs i més recentment es va construir un búnquer en resposta a l'amenaça terrorista. Alguns rumors estableixen que el búnquer està connectat amb la línia victòria de la xarxa de metro, que passa pel costat del palau, per permetre una evacuació de la família reial en cas d'un atac nuclear. Amb tot, aquest punt no ha estat confirmat.
L'incident més notori va ocórrer el 1982, quan Michael Fagan va accedir al dormitori de la reina mentre aquesta dormia. El 2003 un reporter del Daily Mirror va estar treballant durant dues setmanes com a majordom a Buckingham. Una de les referències que va incloure en el seu currículum vitae era falsa i, segons sembla, no va ser comprovada. L'incident va coincidir amb una visita del president dels Estats Units, George W. Bush al Regne Unit. Bush residia al palau i el Daily Mirror va publicar fotos del seu dormitori i també de la taula d'esmorzar de la reina i del quart del Duc de York. Les fotos no mostren res més interessant que el fet que la reina guardi els seus cereals en un Tupperware i els seus fills tinguin un gust convencional en la decoració dels mobles de la seva habitació. El palau va portar al diari als tribunals acusant-lo de violació de la intimitat i el diari va retornar el material i va pagar les costes del judici.
La majoria d'errors de seguretat han tingut lloc fora del palau. El 1981, tres turistes alemanys van acampar als jardins del palau després d'haver escalat la tanca, suposadament pensant que estaven a Hyde Park. El 1993, manifestants anti-nuclears van escalar els murs del palau i es van asseure a l'esplanada d'aquest. El 1994, un paracaigudista nu va aterrar al sostre del palau.
Més recentment, el 2004, un pare divorciat va enfilar fins a una columna a prop del balcó cerimonial disfressat de Batman. Un altre dels manifestants, aquest cop disfressat de Robin, va ser agafat abans d'escalar. Va tornar al novembre disfressat de Pare Noel i es va encadenar en una de les portes principals.
Històricament hi ha hagut importants errors de seguretat. Probablement la més increïble va ocórrer en 1837 quan un noi de 12 anys va intentar viure durant un any a palau sense ser detectat. Com s'amagava a les xemeneies, embrutava els llits on dormia i així va poder ser capturat. Dels vuit intents d'assassinat de la Reina Victòria, almenys tres van ocórrer en les proximitats de les portes del palau. Durant tota la seva història s'ha interceptat a molta gent pels territoris del palau, inclòs un que volia proposar matrimoni a la princesa Ana i que va ser declarat malalt mental.

## Ús i accés públic
A part de ser la residència del rei Carles III, com ho va ser de la reina Isabel II i de Felip de Grècia (duc d'Edimburg), el palau és el lloc de treball de 450 persones. Cada any, unes 50 mil persones són rebudes en les festes de jardins, recepcions, audiències i banquets. A Buckingham també es porta a terme el canvi de guàrdia, una cerimònia diària a l'estiu i cada certs dies a l'hivern. El 2003, en ocasió del 50 aniversari del regnat d'Elisabet II del Regne Unit, milers de britànics van ser convidats a un concert de pop i de música clàssica als jardins del palau. En ambdós, es va oferir xampany i un pícnic.
L'obertura estival dels salons nobles del palau al públic va implícar un gran canvi respecte als anys 90. Els diners recaptats de les entrades es van utilitzar en un primer moment per a la reconstrucció del Castell de Windsor que havia cremat. Tots els estius, en els mesos d'agost i setembre s'obre l'ala occidental al públic. Uns dos-cents treballadors, sobretot estudiants, s'empren en aquest temps. La ruta de l'any 2006 va ser canviada per raons de presentació i de seguretat. Contràriament a l'opinió popular, el palau no és propietat de la reina. Buckingham, Windsor i les col·leccions d'art (Royal Collection) són propietat de la nació. Les col·leccions d'art poden ser visitades en determinades dates de l'any.
L'albereda (The Mall), és el camí cerimonial d'accés al palau. S'estén des de l'arc del ministeri de la marina i discorre al voltant del monument de Victòria fins a accedir als terrenys del palau. El color vermellós del paviment recorda a les catifes vermelles que es desplegaven en èpoques anteriors. Aquesta ruta és la que utilitzen les caravanes dels caps d'Estat en visita al Regne Unit i també per la família reial en celebracions d'Estat com l'obertura del parlament. En aquestes ocasions, les caravanes discorren a través de l'Arc del Ministeri de la Marina i recorren el Mall que prèviament ha estat tancat al trànsit, creant gairebé sempre un caos de trànsit a la ciutat.
Als voltants del palau es troben els seus jardins. Són els jardins privats més grans de Londres. El paisatge va ser dissenyat per Capability Brown encara que més tard seria redissenyat. El gran llac artificial es completi el 1828 i es nodreix d'aigua provinent de la Serpentine. Com el mateix palau, el jardí està ple d'obres d'art. Una de les més importants és el Gerro de Waterloo, una gran urna creada per Napoleó per celebrar la seva victòria anticipada, que va ser lliurada sense finalitzar el 1815 a Jordi IV. El rei va manar acabar l'obra pensant en col·locar-la a la sala Waterloo del Castell de Windsor, però el seu pes (15 tones) feia impossible ubicar-lo a cap edifici.
Adjacents al jardí hi ha les Cotxeres Reials, on es guarden els carruatges, inclòs el carruatge daurat. Aquest carruatge d'estil rococó va ser dissenyat el 1760, es va utilitzar per primera vegada en l'obertura del parlament el 1762 i només s'usa en coronacions o aniversaris. Actualment hi ha l'opció de visitar les habitacions del Palau.

## Banderes
Hi ha una persona encarregada de totes les banderes que onegen al palau. Fins a 1997 l'única bandera que hi onejava era l'estendard reial, la bandera oficial de la sobirana britànica que onejava quan la sobirana estava en el palau. Fins i tot en temps de dol, l'estendard no oneja a mig pal. Quan únicament oneja una altra bandera a palau és en cas de la mort del monarca, que és quan s'ha d'aixecar la del nou rei. El 1952, es va elevar l'estendard de la reina mare perquè l'hereva al tron encara es trobava en Clarence House.
Aquesta tradició va canviar el 1997, després de la mort de Diana de Gal·les, ja que hi va haver un gran descontentament popular perquè la bandera no va onejar a mig pal. La reina es trobava en aquest temps al Castell de Balmoral, així que no hi havia bandera. En resposta a l'opinió popular, la reina va ordenar trencar el protocol i tot seguit es va penjar la Union Jack a mig pal el dia del funeral. Des d'aquest moment, la bandera oficial del sobirà britànic oneja quan és al palau, i és la bandera del Regne Unit la que oneja quan no hi és. Oneja a mitja asta en els casos de mort de membres de la família real o en desgràcies nacionals, com els atemptats de Londres.